# Marjan Kozina
Marjan Kozina (Novo Mesto, 4. lipnja 1907. – Novo Mesto, 19. lipnja 1966.), slovenski skladatelj.
Bio je profesor na Akademiji u Ljubljani. Po stilu je neoromantični realist, sklon dramatskoj ekspresiji i recitativnoj melodici, a gradio je i na elementima slovenskoga glazbenog folklora. 
Skladao je operu "Ekvinocij", balet "Diptihon", zborska djela, te filmsku glazbu, a pisao je glazbene kritike i članke.